# Caurinus tlagu
Espèce
Caurinus tlagu est une espèce d'insectes de l'ordre des mécoptères et de la famille des Boreidae.
Il s'agit d'un insecte minuscule, aptère, provenant de l'île du Prince-de-Galles dans l'archipel Alexandre en Alaska (États-Unis).
Cette espèce, qui appartient à un clade dont l'origine remonterait au moins au Jurassique, est considérée comme une relique de l'évolution.
C'est la deuxième espèce décrite du genre Caurinus, après Caurinus dectes Russell, 1979, originaire des États de l'Oregon et de Washington, dont elle diffère par des critères basés sur la morphologie externe et sur des séquences du gène mitochondrial de la cytochrome oxydase II.

## Systématique
L'espèce Caurinus tlagu a été décrite en 2013 par Derek S. Sikes (d) et Jill Stockbridge (d).

## Description
L'adulte, de couleur brun rougeâtre, ressemble à une puce en vue latérale et mesure de 1,5 à 2,3 mm de long.
Comme les autres espèces de la famille des Boreidae, la morphologie particulière des ailes est l'un des caractères de dimorphisme sexuel. Chez la femelle adulte, les ailes sont quasiment absentes, tandis que chez le mâle elles sont raccourcies en forme de ciseaux portant des épines. Ces organes vestiges ne sont pas fonctionnels pour le vol, mais lui servent pour s'agripper à la femelle lors de l'accouplement.

## Étymologie
L'épithète spécifique tlagu, qui se prononce « tlou-gou »  dérive d'un terme d'une langue amérindienne, le Tlingit,  signifiant « vieux, ancien ». Ce terme a été choisi en référence au lieu où cet insecte a été trouvé, à ses habitants et à son histoire.

## Publication originale
- (en) Derek S. Sikes et Jill Stockbridge, « Description of Caurinus tlagu, new species, from Prince of Wales Island, Alaska (Mecoptera, Boreidae, Caurininae) », ZooKeys, Sofia, Pensoft Publishers (d), vol. 316, no 316,‎ 11 juillet 2013, p. 35-53 (ISSN 1313-2989 et 1313-2970, OCLC 248547717, PMID 23878513, PMCID 3713333, DOI 10.3897/ZOOKEYS.316.5400, lire en ligne).